# Język yupik środkowy
Język yupik środkowy, także: jupik środkowy, yupik, yup’ik, yup’ik środkowo-alaskański – język należący do grupy yupik w obrębie eskimoskiej rodziny językowej. Jest używany przez prawie 10 tys. rdzennych mieszkańców USA (zachodniej i południowo-zachodniej Alaski). Do zapisu języka używa się alfabetu łacińskiego.

## Dialekty
- Yup’ik (Yukon-Kuskokwim, Kuskokwim Yupik, Bethel Yupik)
- Cup’ik (Chevak)
- Cup’ig (Nunivak)